# Daniela Ciancio
Pour les articles homonymes, voir Ciancio.
Daniela Ciancio, née à Naples (Italie) le 5 mars 1965 , est une créatrice de costumes et scénographe italienne principalement connue pour ses costumes créés pour le cinéma et notamment pour ceux de La grande bellezza, le film primé aux Oscars en 2013.

## Filmographie
- 1995 : I racconti di Vittoria
- 1999 : Senza movente
- 2001 : South Kensington
- 2003 : Il pranzo della domenica
- 2004 : Il resto di niente d'Antonietta De Lillo
- 2004 : Vento di terra de Vincenzo Marra
- 2005 : La guerra di Mario
- 2006 : Tre donne morali
- 2006 : A casa nostra
- 2006 : Ma l'amore... sì!
- 2006 : L'aria salata
- 2007 : Maradona, la mano di Dio
- 2008 : Il divo de Paolo Sorrentino
- 2008 : La squadra (série télévisée - 4 épisodes)
- 2009 : Alza la testa
- 2009 : La partita lenta (court-métrage)
- 2010 : Ti presento un amico
- 2010 : La vita è una cosa meravigliosa
- 2011 : Notte prima degli esami '82 (téléfilm)
- 2011 : Come un delfino (téléfilm)
- 2012 : All'ultima spiaggia
- 2012 : Il caso Enzo Tortora - Dove eravamo rimasti? (téléfilm)
- 2013 : L'estate sta finendo
- 2013 : La grande bellezza de Paolo Sorrentino
- 2014 : L'Affaire Jessica Fuller de Michael Winterbottom
- 2014 : L'oro di Scampia (téléfilm)
- 2015 : Lucy in the Sky (en pré-production)
- 2015 : Tempo instabile con probabili schiarite (en post-production)

## Distinctions
- 2005 : David di Donatello des meilleurs costumes pour Il resto di niente d'Antonietta De Lillo
- 2005 : Ciak d'oro :  meilleurs costumes pour Il resto di niente d'Antonietta De Lillo
- David di Donatello 2014 : Meilleurs costumes pour La grande bellezza